# Butler County (Kentucky)
Butler County ist ein County im Bundesstaat Kentucky der Vereinigten Staaten. Das U.S. Census Bureau hat bei der Volkszählung 2020 eine Einwohnerzahl von 12.371 ermittelt.
Der Verwaltungssitz (County Seat) ist Morgantown, das nach Daniel Morgan Smith benannt wurde, dem ersten in dieser Gegend geborenen weißen Kind. Das County gehört zu den Dry Countys, was bedeutet, dass der Verkauf von Alkohol eingeschränkt oder verboten ist.

## Geographie
Das County liegt im mittleren Westen von Kentucky, ist im Süden etwa 50 km von Tennessee, im Norden etwa 70 km von Indiana entfernt und hat eine Fläche von 1118 Quadratkilometern, wovon neun Quadratkilometer Wasserfläche sind. Es grenzt im Uhrzeigersinn an folgende Countys: Ohio County, Grayson County, Edmonson County, Warren County, Logan County und Muhlenberg County.

## Geschichte
Butler County wurde am 18. Januar 1810 aus Teilen des Logan County und des Ohio County gebildet. Benannt wurde es nach Richard Butler (1743–1791), einem General im Amerikanischen Unabhängigkeitskrieg, der in der Schlacht am Wabash River gegen Indianer fiel.
17 Bauwerke und Stätten des Countys sind im National Register of Historic Places eingetragen (Stand 6. September 2017).

## Demografische Daten

Alterspyramide des Butler Countys (Stand: 2000)

Nach der Volkszählung im Jahr 2000 lebten im Butler County 13.010 Menschen. Davon wohnten 238 Personen in Sammelunterkünften, die anderen Einwohner lebten in 5.059 Haushalten und 3.708 Familien. Die Bevölkerungsdichte betrug 12 Einwohner pro Quadratkilometer. Ethnisch betrachtet setzte sich die Bevölkerung zusammen aus 97,88 Prozent Weißen, 0,52 Prozent Afroamerikanern, 0,22 Prozent amerikanischen Ureinwohnern, 0,17 Prozent Asiaten und 0,60 Prozent Bewohnern aus dem pazifischen Inselraum; 0,61 Prozent stammten von zwei oder mehr Ethnien ab. 1,04 Prozent der Bevölkerung waren spanischer oder lateinamerikanischer Abstammung.
Von den 5.059 Haushalten hatten 34,4 Prozent Kinder und Jugendliche unter 18 Jahre, die bei ihnen lebten. 60,3 Prozent waren verheiratete, zusammenlebende Paare, 9,3 Prozent waren allein erziehende Mütter, 26,7 Prozent waren keine Familien, 23,7 Prozent waren Singlehaushalte und in 10,3 Prozent lebten Menschen im Alter von 65 Jahren oder darüber. Die Durchschnittshaushaltsgröße betrug 2,52 und die durchschnittliche Familiengröße lag bei 2,98 Personen.
Auf das gesamte County bezogen setzte sich die Bevölkerung zusammen aus 25,3 Prozent Einwohnern unter 18 Jahren, 9,5 Prozent zwischen 18 und 24 Jahren, 29,2 Prozent zwischen 25 und 44 Jahren, 23,2 Prozent zwischen 45 und 64 Jahren und 12,8 Prozent waren 65 Jahre alt oder darüber. Das Durchschnittsalter betrug 36 Jahre. Auf 100 weibliche Personen kamen 99,0 männliche Personen. Auf 100 Frauen im Alter von 18 Jahren alt oder darüber kamen statistisch 96,2 Männer.
Das jährliche Durchschnittseinkommen eines Haushalts betrug 29.405 USD, das Durchschnittseinkommen der Familien betrug 35.317 USD. Männer hatten ein Durchschnittseinkommen von 26.449 USD, Frauen 19.894 USD. Das Prokopfeinkommen betrug 14.617 USD. 13,1 Prozent der Familien und 16,0 Prozent der Bevölkerung lebten unterhalb der Armutsgrenze. Davon waren 18,5 Prozent Kinder oder Jugendliche unter 18 Jahre und 22,5 Prozent waren Menschen über 65 Jahre.

## Orte im County
- Aberdeen
- Banock
- Boston
- Brooklyn
- Casey
- Davis Crossroads
- Decker
- Dexterville
- Dimple
- Dunbar
- Eden
- Flener
- Gilstrap
- Grancer
- Harper Crossroads
- Harreldsville
- Horsemill
- Huldeville
- Huntsville
- Jetson
- Lee
- Leetown
- Logansport
- Love
- Mining City
- Monford
- Morgantown
- Neafus
- Needmore
- Pleasant Hill
- Provo
- Quality
- Reedyville
- Richelieu
- Rochester
- Roundhill
- Sharer
- Silver City
- South Hill
- Sugar Grove
- Tilford
- Turnertown
- Vineyard
- Welchs Creek
- Welcome
- Woodbury
- Youngtown